# El hombre de la multitud
El hombre de la multitud (The Man of the Crowd, en el original en inglés) es un cuento breve escrito por el estadounidense Edgar Allan Poe, en el que un narrador sin nombre persigue por simple curiosidad a otro hombre, durante dos días seguidos, a través de un populoso Londres. Se publicó por primera vez en 1840.

## Argumento
El relato se inicia con la siguiente cita del moralista francés Jean de la Bruyère: "Ce grand malheur, de ne pouvoir être seul", tomada de su obra Caractères. Dicha cita puede traducirse: «Qué gran desgracia la de no poder estar solo». La misma cita puede encontrarse en el primer cuento de Poe, Metzengerstein.
Tras superar una enfermedad no definida, el narrador pasa el tiempo en un café londinense. Fascinado por la multitud que observa pasar a través de la ventana, considera los distintos tipos y personajes (nobles, amanuenses, comerciantes, abogados...), y el aislamiento a que están sometidos, a pesar de vivir apiñados en la gran ciudad. Al caer la tarde, el narrador se fija en «a decrepit old man, some sixty-five or seventy years of age» («un anciano decrépito de unos sesenta y cinco o setenta años»). Era «de escasa estatura, flaco y aparentemente muy débil. Vestía ropas tan sucias como harapientas». El narrador, lleno de curiosidad, decide dejar el café y seguir a este hombre. Este conduce al narrador por tiendas y comercios, sin comprar nunca nada, hasta acabar en una zona muy pobre de la ciudad, para regresar otra vez al corazón de la misma. La persecución se prolonga a lo largo de toda la noche y todo el día siguiente. Finalmente, exhausto, el narrador se enfrenta cara a cara al extraño anciano, quien, sin darse cuenta de haber sido seguido, pasa de largo. El narrador sospecha, al verlo perderse de nuevo entre la multitud, que debe de ser un terrible criminal, llamándolo «el hombre de la multitud».

## Análisis
De acuerdo con el texto del relato, la razón de la obsesión del narrador con el anciano es la «absoluta singularidad» en la expresión del mismo, pero el motivo de esa fascinación no queda del todo claro, aunque de algún modo queda implícito que ambos hombres son las distintas caras de la misma persona, representando el anciano una cara secreta del narrador, aunque este nunca es capaz de percibirlo. El anciano, asimismo, podría estar vagando entre la multitud en busca de un amigo perdido, o quizá para escapar al recuerdo de un crimen. La naturaleza maligna del hombre viene implícita en la daga que se adivina bajo su capa, y cualquiera que sea el crimen que ha cometido lo condena a errar por la ciudad. Esta falta de claridad ha sido comparada con la vaguedad de las motivaciones del asesino en otro cuento de Poe, El barril de amontillado. Así, Poe presumiblemente presenta la historia como un enigma en el que se invita al lector a sacar sus propias conclusiones.
En el arranque de la historia, el narrador inspecciona y categoriza a la gente que va viendo de manera similar al Walt Whitman de ciertos pasajes de Canto a mí mismo. Aunque, desde luego, el narrador de Poe está muy lejos del espíritu de celebración que mueve a Whitman.
El escenario londinense, lo único descrito con minuciosidad en el cuento, es importante. En 1840, Londres era la ciudad más grande del mundo, con una población de unos 750.000 habitantes. Poe conoció la ciudad en el viaje a Inglaterra con su familia adoptiva, los Allan. En esta historia y en otras, como Los crímenes de la calle Morgue (1841) y El misterio de Marie Rogêt (1843), Poe asocia las ciudades modernas con el aumento del crimen deshumanizado. Julio Cortázar destaca, en este sentido, aparte de lo interesante y sugestivo del relato, su gran habilidad técnica, especialmente en la caracterización de la «multitud» urbana, que tanto obsesionará a muchos novelistas del siglo XX.

## Publicación
El cuento fue publicado simultáneamente en los números de diciembre de las revistas Atkinson's Casket y Burton's Gentleman's Magazine. Este número fue el último para el Burton´s. Más tarde sería incluido en la colección de la editorial Wily & Putnam's titulada Tales by Edgar A. Poe.